# Chrysso rubrovittata
Chrysso rubrovittata är en spindelart som först beskrevs av Eugen von Keyserling 1884.  Chrysso rubrovittata ingår i släktet Chrysso och familjen klotspindlar. Inga underarter finns listade i Catalogue of Life.